# Palmduva
Palmduva (Spilopelia senegalensis) är en duva som förekommer i spridda populationer i Afrika, Mellanöstern och Asien. Dess trivialnamn kommer av att den i delar av sitt utbredningsområde, som norra Afrika och Mellanöstern, ofta kan hittas i palmdungar. IUCN kategoriserar den som livskraftig. Arten placerades tidigare i Streptopelia, men står närmare duvor i släktena Nesoenas och Columba.

## Utseende och fältkännetecken
Palmduvan har en längd på omkring 25–27 centimeter. Vingspannet är mellan 40 och 45 centimeter och vikten är mellan 80 och 120 gram. Fjäderdräkten är rödaktigt brun till blågrå. Den flyger snabbt, med regelbundna vingslag på ett för duvor karaktäristiskt vis.

## Utbredning och systematik
Palmduvan är en stannfågel som förekommer i spridda isolerade områden och vars nordligaste utbredningsområdet finns i Turkiet, Georgien och Kazakstan. De östligaste populationerna förekommer i Nepal och i Xinjiang i Kina medan de sydligaste asiatiska förekommer i Indien. I Afrika förekommer den spridd över stora delar av kontinenten från Marocko och Egypten i norr, till Sydafrika i söder. 
Den delas vanligtvis upp i sex underarter med följande utbredning:
- phoenicophila (Hartert, 1916) – oaser söder om Atlasbergen i Marocko, Algeriet och Tunisien
- aegyptiaca (Latham, 1790) – Nildalen (Suezkanalen och deltat söderut till Wadi Halfa)
- sokotrae (C. H. B. Grant, 1914) – ön Sokotra utanför nordöstra Somalia
- senegalensis – nominatformen förekommer i Afrika söder om Sahara samt på Arabiska halvön i västra Saudiarabien och södra Jemen; förekommer även på Malta samt i Turkiet, Syrien, Libanon, Israel och Jordanien (de flesta eller alla införda)
- cambayensis (Gmelin, 1789) – östra Arabien och östra Irak österut till Pakistan och Indien
- ermanni – Transkaspien och Kazakstan österut till västra Kina (västra Xinjiang) och söderut till norra Afghanistan

Den har även introducerats till Western Australia. Arten har observerats i Sverige, men det har inte bedömts sannolikt att den nått landet på naturlig väg.
Underarten sokotrae inkluderas ofta i senegalensis. Ibland erkänns också underarten ermanni med utbredning i Kazakstan, norra Afghanistan och västra Kina.

### Släktestillhörighet
Arten placerades tidigare i Streptopelia. DNA-studier visar dock att palmduvan och pärlhalsduvan står närmast Nesoenas, faktiskt närmare Columba än övriga arter i Streptopelia.

## Ekologi

### Biotop
Palmduvan är en vanlig och spridd art i buskmarker, torr odlingsbygd, trädgårdar, och även inne i samhällen. 

### Häckning

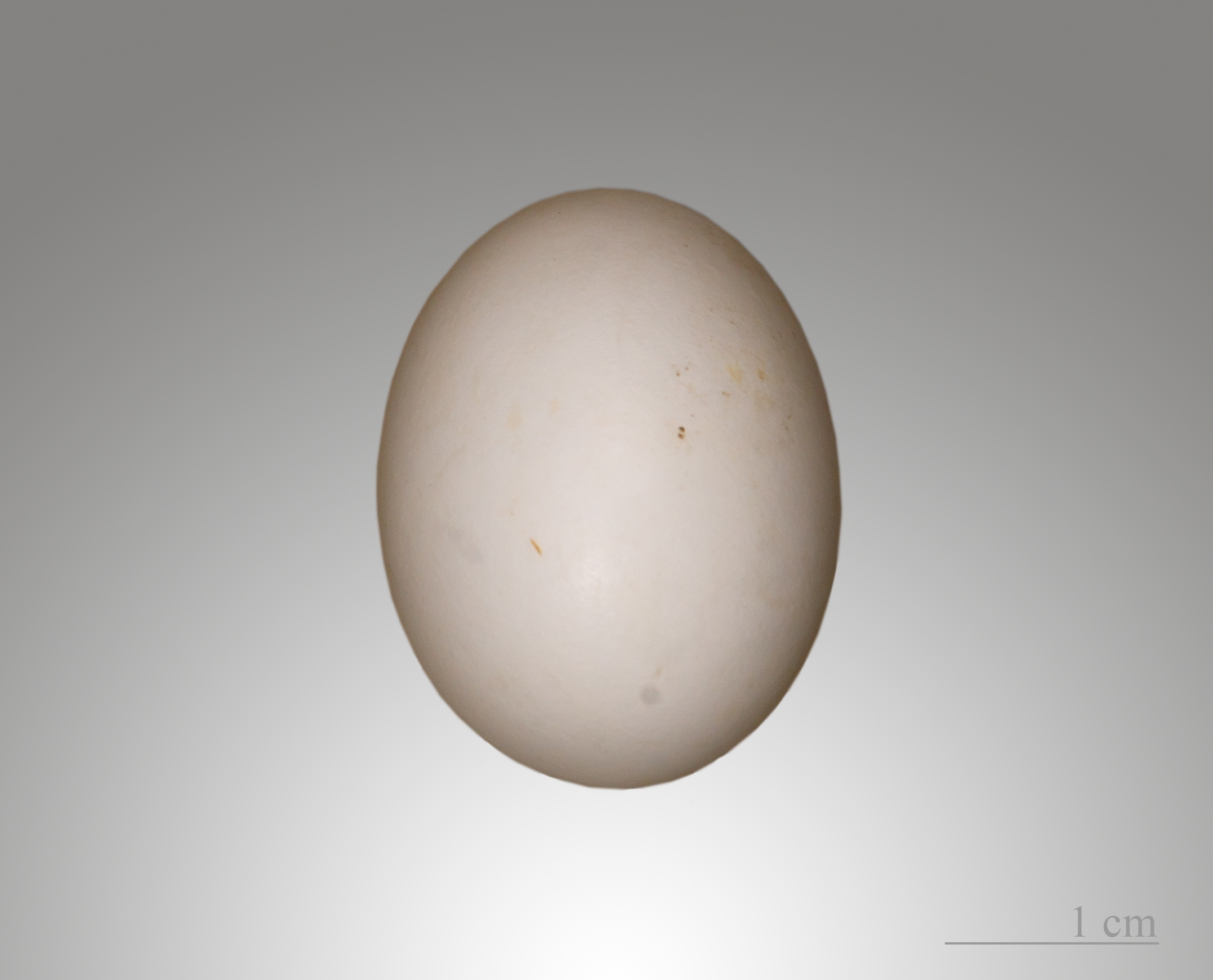
Ägg av palmduva.

Palmduvan bygger ett bo bestående av kvistar i träd eller buskar. Honan lägger vanligen två ägg per häckning. Äggen är vita, släta och glänsande. Ruvningstiden är 12–14 dagar. Båda föräldrar tar hand om ungarna, som blir flygfärdiga efter 14–17 dagar. Ungarna matas till en början med duvmjölk, en speciell proteinrik vätska som föräldrarna framställer i sin kräva. Efter några dagar börjar de pröva på frön och insekter.

### Föda
Palmduvans huvudsakliga föda är frön av gräs och buskarade örter. Solrosfrön, majs och vete är uppskattad föda om det finns tillgängligt. Den kan också, särskilt under häckningstiden, ta små ryggradslösa djur som termiter, snäckor, eller ägg och puppor av flugor och myror. Den vill ha regelbunden tillgång till vatten och rör sig under dagen sällan mer än några kilometer bort från vatten.

## Status och hot
Arten har ett stort utbredningsområde och en stor population med stabil utveckling och tros inte vara utsatt för något substantiellt hot. Utifrån dessa kriterier kategoriserar internationella naturvårdsunionen IUCN arten som livskraftig (LC). I Europa anses den öka i antal.